# Адмирал Пантелеев
«Адмира́л Пантеле́ев» — большой противолодочный корабль проекта 1155. Назван в честь адмирала Юрия Александровича Пантелеева. Входит в состав Тихоокеанского флота ВМФ России.
Является последним советским военным кораблём. По окончании испытаний на нём был поднят военно-морской флаг СССР, который через 8 дней был заменён на Андреевский флаг.

## Строительство и комплектование экипажа
Заложен на Прибалтийском судостроительном заводе «Янтарь» в Калининграде в 1987 году. Спущен на воду в 1988 году.
Комплектование экипажа началось в августе 1989 года. Корабельные печати были выполнены и переданы командиру в октябре 1989 года. Во время комплектования и до отъезда в Калининград экипаж жил в 4-й бригаде подводных лодок во Владивостоке.
Офицерский состав корабля более чем наполовину был укомплектован лейтенантами 1989 года выпуска. Личный состав — более чем на две трети призывом осени 1989 года. Это был первый, так называемый «переходной» призыв, служащий не три, а два с половиной года. В итоге, весной 1992 года корабль остался практически без личного состава, поскольку уволились в запас сразу два призыва (весна-1989, служивший 3 года, осень-1989, служивший 2,5) и военнослужащие граждане бывших союзных республик (Казахстан, Украина, Киргизия).
В конце 1989 года небольшая часть экипажа под руководством командира БЧ-7 капитан-лейтенанта Александра Колесова убыла в Калининград. Осенью 1990 года оставшаяся часть экипажа была перевезена в Калининград самолётом военно-транспортной авиации. Летом 1991 года экипаж заселился на корабль. 15 декабря 1991 года была торжественно разбита бутылка шампанского и подняты флаг и гюйс. На церемонию была приглашена вдова адмирала Юрия Александровича Пантелеева.
С осени 1991 до лета 1992 года корабль проходил ходовые и государственные испытания. Переход к месту постоянного базирования несколько раз откладывался. В последний раз — в момент самого выхода. Нежелающий идти на Тихоокеанский флот матрос из БЧ-2 попытался организовать диверсию, устроив поджог в ракетном погребе носового зенитно-ракетного комплекса «Кинжал». Пожар был ликвидирован затоплением погреба, вследствие чего корабль был вынужден встать на ремонт подшипников носового комплекса. Диверсант был выявлен и задержан отделом военной контрразведки флота в течение суток, дальнейшая его судьба неизвестна.
Межфлотский переход был совершён в конце 1992 года через Суэцкий канал совместно с БДК-11. Во Владивосток корабли прибыли 28 декабря 1992 года.

## Служба
В октябре 2008 года БПК «Адмирал Пантелеев» принял участие в совместных учениях по поиску и спасению терпящего бедствие судна, по связи и маневрированию, которые проходили в Майдзуру (Япония). Чуть позже участвовал в международном военно-морском параде в Пусане по случаю 60-летия со дня образования Южной Кореи.
29 марта 2009 года второй отряд боевых кораблей Тихоокеанского флота в составе БПК «Адмирал Пантелеев», морского буксира МБ-37, танкеров «Ижора» и «Иркут» вышел из Владивостока и взял курс на Аденский залив. С апреля 2009 года корабль участвовал в международной миссии по борьбе с пиратами в Аденском заливе. Он сменил первый отряд боевых кораблей Тихоокеанского флота, в составе БПК «Адмирал Виноградов», морского спасателя «Фотий Крылов», танкеров «Печенга» и «Борис Бутома».
28 апреля 2009 года БПК «Адмирал Пантелеев» задержал в 15 милях восточнее побережья Сомали судно с 29 пиратами и оружием. Возможно, именно эта группа пиратов осуществила две безуспешные попытки захвата нефтяного танкера «NS Commander» с российским экипажем, который направлялся через этот район под либерийским флагом в Сингапур.
Позже БПК «Адмирал Пантелеев» предотвратил попытки пиратского захвата танкера «Булави Банк» под флагом Антигуа и Барбуда в восточной части Аденского залива и грузового теплохода «Eide Trader» под флагом Маршалловых Островов, в последнем открыв предупредительный огонь в стороны пиратов.
В 2013 году отряд кораблей во главе с БПК совершил дальний поход в 30 000 миль и 9-месячное дежурство на Средиземном море.
28 октября 2014 года в заливе Петра Великого состоялось совместное российско-японское учение типа «SAREX» по проведению поисково-спасательной операции на море. От российской стороны в манёврах участвовали БПК «Адмирал Пантелеев», спасательное судно «Саяны», морской буксир МБ-105 и вертолёт Ка-27ПС Тихоокеанского флота. От японской стороны — эсминец «Хамагири» и корабельный вертолёт SH-60J. Всего в процессе манёвров было разыграно девять эпизодов, в ходе которых российские и японские экипажи ликвидировали условный пожар на судне терпящем бедствие, отработали совместные действия аварийно-спасательных групп и осуществили спасение людей, находящихся в открытом море и на надувных плотиках. Из новых элементов были внесены совместный досмотр с целью проверки и обезвреживания пиратов на борту корабля (роль пиратов играла часть экипажа судна «Саяны»). Активно была задействована корабельная авиация, которая осуществляла доставку «пострадавших» на корабли.
С 1 октября 2018 по 24 января 2019 года, в составе отряда боевых кораблей Тихоокеанского флота, совершил дальний морской поход. Корабль посетил девять стран и совершил заходы в Хакодате (Япония), Чеджу (Республика Корея), Циндао (Китай), Танджунгприок (Индонезия), Муара (Бруней), Чанги (Сингапур), Вишакхапатнам (Индия), Коломбо (Шри-Ланка) и Манила (Филиппины).
В октябре 2021 года корабль в составе группы кораблей Тихоокеанского флота ВМФ России принимал участие в совместном с ВМФ Китая патрулировании в Тихом океане.

## Командный состав

### По состоянию на 1991 год
- Командир корабля — капитан 2-го ранга Крайнов Евгений Викторович.
- Старший помощник командира корабля — капитан 3-го ранга Марченко Александр Викторович.
- Заместитель командира корабля по политчасти — капитан 3-го ранга Шиденко Александр Васильевич.
- Помощник командира корабля — капитан-лейтенант Мось Михаил Кимович.
- Помощник командира корабля по снабжению — старший лейтенант Лебедев Максим Валентинович.
- Командир штурманской боевой части (БЧ-1)— капитан-лейтенант Ушаков Пётр Евгеньевич.
- Командир электро-знавигационной группы (ЭНГ) — старший лейтенант Судоплатов Вячеслав Владимирович.
- Командир ракетно-артиллерийской боевой части (БЧ-2) — капитан-лейтенант Семёнов Валерий Валентинович.
- Командир минно-торпедной боевой части (БЧ-3) — капитан-лейтенант Чумаченко Виталий Иванович.
- Командир боевой части связи и наблюдения (БЧ-4) старший лейтенант Чернышов Юрий Васильевич.
- Командир электромеханической боевой части (БЧ-5) — капитан-лейтенант Любезнов Виктор Васильевич.
- Командир боевой части управления (БЧ-7) — капитан-лейтенант Колесов Александр Сергеевич.
- Заместитель командира БЧ-7 по политчасти — капитан-лейтенант Тусменко Дмитрий Александрович.
- Начальник химической службы — старший лейтенант Ермаков Константин Викторович
- Начальник медицинской службы — старший лейтенант медицинской службы Сало Александр.

### Командиры
- 1991—1996 — капитан 2-го ранга Крайнов Евгений Викторович
- 1997—2005 — капитан 1-го ранга Озирный Николай Васильевич
- 2005—2008 — капитан 2-го ранга (с 2007 капитан 1-го ранга) Иван Ковалёв, капитан 1-го ранга Лазарев Андрей Николаевич[уточнить]
- 2008—2009 — капитан 1-го ранга Вадим Глущенко[10]
- 2009—2016 — капитан 2-го ранга Собакарь Сергей[11].
- 2016—2018 — капитан 1-го ранга Анциферов А.
- 12.2018—???? капитан 2-го ранга Тихомиров Д.
- в 2022 г. — капитан 2-го ранга Болотников Алексей[12].

### Старшие помощники
- 1991—1994 капитан 3-го ранга Марченко Александр Викторович
- 1994—1996 капитан 3,2-го ранга Озирный Николай
- 2006—2016 капитан 3-го ранга Анциферов А.

Заместители командира по воспитательной работе
- 1991—1994 капитан 3 ранга Шиденко Александр Васильевич
- 1999—2001 капитан 2 ранга Пилипенко Сергей Владимирович
- 2001—2003 капитан 3 ранга Палюра Сергей Валентинович

## Фотографии
- БПК «Адмирал Пантелеев» в море, 1 августа 1993 года
- БПК «Адмирал Пантелеев» в море, 1 августа 1993 года
- Большой противолодочный корабль «Адмирал Пантелеев» на параде, посвящённом 50-летию победы над Японией, у берегов острова Оаху, 1 сентября 1995 года.
- Корабли ТОФ у 33-го причала, июнь 2005 года
- БПК «Адмирал Пантелеев» и USS Lassen (DDG 82) во время учений Pacific Eagle, 29 сентября 2007 года.
- БПК «Адмирал Пантелеев» и USS Lassen (DDG 82) во время учений в Тихом океане Pacific Eagle, 29 сентября 2007 года.
- Американские моряки с эсминца USS Lassen (DDG 82) на борту БПК «Адмирал Пантелеев» во время учений в Тихом океане Pacific Eagle, 30 сентября 2007 года.
- Подъём Андреевского флага и флагов расцвечивания в День Защитника Отечества на БПК «Адмирал Пантелеев» во Владивостоке, 23 февраля 2008 года
- БПК «Адмирал Пантелеев» во Владивостоке
- Leopoldo Albea (в центре), командный офицер эсминца USS Wayne E. Meyer (DDG 108) (слева), встречаются с А. Сапрыкиным на борту БПК «Адмирал Пантелеев», Манила, Филиппины, 2 февраля 2012 года
- БПК «Адмирал Пантелеев» во время РИМПАК, Перл Харбор, 29 июня 2012 года.
- БПК «Адмирал Пантелеев» во время РИМПАК, Перл Харбор, 7 июля 2012 года.
- БПК Адмирал Пантелеев. Sattahip Naval Base. Таиланд 2015.
- БПК Адмирал Пантелеев. Sattahip Naval Base. Таиланд 2015.